# Adolf von Horn
Adolf Emil Friedrich Wilhelm von Horn (* 3. Mai 1819 in Friedrichsthal; † 24. März 1885 in Berlin) war ein preußischer Generalmajor und Kommandeur der 19. Infanterie-Brigade.

## Leben

### Herkunft
Adolf war ein Sohn des Ökonomiekommissars und Gutsbesitzers Karl Gottlieb (Carl Gottlob) von Horn (1771–1852) und dessen Ehefrau Eva, geborene Meyer († 1852). Der preußische General der Infanterie August Wilhelm von Horn (1800–1886) war sein ältester Bruder.

### Militärkarriere
Horn absolvierte das Gymnasium in Königsberg und trat anschließend am 9. Mai 1835 in das 2. Infanterie-Regiment der Preußischen Armee ein. Bis Mitte Februar 1837 avancierte er zum überzähligen Sekondeleutnant und wurde am 22. November 1837 einrangiert. Vom 1. September 1841 bis zum 31. März 1848 war er als Lehrer an der Vereinigten Divisionsschule des II. Armee-Korps tätig. Während des Feldzuges gegen Dänemark nahm Horn 1848 an den Gefechten bei Schleswig und Düppel sowie im Jahr darauf bei der Niederschlagung der Badischen Revolution an der Belagerung von Rastatt teil. Vom 1. Februar bis zum 30. November 1850 war Horn als Kompanieführer im I. Bataillon des 8. Landwehr-Regiments nach Frankfurt sowie vom 1. März bis zum 31. August 1851 erneut als Lehrer an die Vereinigte Divisionsschule des II. Armee-Korps in Stettin kommandiert. Horn stieg Anfang November 1851 zum Premierleutnant auf, war im Herbst 1852 kurzzeitig als Kompanieführer im I. Bataillon des 2. Landwehr-Regiments in Stettin und dann vom 1. Dezember 1852 bis zum 31. März 1855 als Kompanieführer zum 2. kombinierte Reserve-Bataillon kommandiert. Zwischenzeitlich wurde er am 14. August 1853 zum Hauptmann befördert. Am 1. Juni 1857 erfolgte seine Ernennung zum Kompaniechef in seinem Stammregiment sowie Mitte November 1861 die Beförderung zum Major. Unter Stellung à la suite seines Regiments wurde Horn am 3. Mai 1864 Mitglied der Direktion der Kriegsakademie.
Während der Mobilmachung anlässlich des Deutschen Krieg war Horn Kommandant von Magdeburg. Am 20. September 1866 avancierte er zum Oberstleutnant und am 10. August 1867 wurde er unter Stellung à la suite 2. Kommandant von Sonderburg-Düppel. Am 3. Juli 1868 zum Oberst befördert, wurde Horn am 27. April 1869 als Kommandeur des Schleswig-Holsteinischen Füsilier-Regiments Nr. 86 nach Halle (Saale) berufen. Diesen Verband führte er zu Beginn des Krieges gegen Frankreich in der Schlacht bei Beaumont, in der er durch einen Schuss in die Brust schwer verwundet wurde. Nach seiner Gesundung nahm er an der Belagerung von Paris sowie der Schlacht bei Saint-Quentin teil und erhielt für sein Wirken beide Klassen des Eisernen Kreuzes.
Nach dem Friedensschluss wurde Horn unter Stellung à la suite seines Regiments zum Kommandeur der 19. Infanterie-Brigade ernannt und in dieser Eigenschaft am 22. März 1873 zum Generalmajor befördert. Unter Verleihung Roten Adlerordens II. Klasse mit Eichenlaub stellte man ihn am 15. November 1873 mit Pension zur Disposition.
Er starb am 24. März 1885 in Berlin und wurde vier Tage später auf dem Invalidenfriedhof beigesetzt.

### Familie
Horn heiratete am 26. Juli 1841 in Dobberpuhl, Kreis Pyritz Rosalie von Pirch (1819–1881), die ebenfalls auf dem Invalidenfriedhof beigesetzt wurde. Das Paar hatte mehrere Kinder:
- Erich (1845–1871), Dr. jur., preußischer Leutnant der Reserve
- Agnes (* 1847) ⚭ 1865 Adolf von Horn, preußischer Major und Herr auf Mohnhorst
- Paul (1849–1904), preußischer Generalleutnant ⚭ Marie von Bernhardi (1857–1879), Tochter des preußischen Generals der Kavallerie Otto von Bernhardi

Nach dem Tod seiner ersten Frau heiratete er am 6. März 1882 in Berlin deren Schwester Luise von Pirch (1829–1916).